# B.Y.O.B.
B.Y.O.B. (Bring Your Own Bombs) – pierwszy singel z czwartego albumu grupy System of a Down, Mezmerize. Jest to piosenka o tematyce politycznej, jest protestem przeciwko wojnie w Iraku. Jest to jedyny utwór grupy pochodzący z płyty Mezmerize który znalazł się w rankingu Top 30, i jak do tej pory jedyny który znalazł się w pierwszej 40 rankingu Billboard Hot 100. Autorami słów są Casey Chaos oraz Daron Malakian.
Słowa (napisane przez Caseya Chaosa z Amen/Scum/Damned Damned Damned) „Why do they always send the poor?” brzmią podobnie do fragmentu piosenki „War Pigs” zespołu Black Sabbath z albumu Paranoid, piosenka była wówczas protestem przeciwko wojnie w Wietnamie, podobieństwa można się również doszukać w nagraniu „Black Steel in the Hour of Chaos” zespołu Public Enemy pochodzącym z 1988 roku.

## Teledysk
Reżyserem teledysku został Jake Nava.
Wideoklip przedstawia armię żołnierzy maszerujących po ulicy, noszą oni maski na których wyświetlają się napisy ‘BUY’, ‘DIE’, ‘GOD’ i ‘OBEY’ w sposób podobny jak na ekranie telewizora – pośrodku ulicy zespół wykonuje piosenkę. Podczas refrenu zespół gra w klubie nocnym. Mniej więcej w połowie teledysku, ukazany jest Daron krzyczący słowa „Blast off! It’s party time! And we don’t live in a fascist nation! Blast off! It’s party time! And where the fuck are you?!”, następnie żołnierze atakują klub. Pod koniec teledysku, członkowie System of a Down również mają na twarzach maski, na wyświetlaczach nie widać nic oprócz krótkich zakłóceń.

## Lista utworów
- Autorami słów są Daron Malakian/Serj Tankian, muzykę skomponował Daron Malakian, wyjątki zostały zaznaczone.
- Nagrania na żywo zostały zarejestrowane podczas festiwalu Big Day Out z roku 2005.

### B.Y.O.B. (Single)
1. „B.Y.O.B.” (Clean Version)
2. „B.Y.O.B.”

### B.Y.O.B. (Enhanced Single)
1. „B.Y.O.B.”
2. „Forest” (Live) (Lyrics: S. Tankian, Music: D. Malakian)
3. „Prison Song” (Live) (Lyrics: S. Tankian/D. Malakian, Music: D. Malakian)
4. „Sugar” (Live) (Lyrics: S. Tankian, Music: S. Odadjian/D. Malakian)

### B.Y.O.B. (Australian Import)
1. „B.Y.O.B.”
2. „Cigaro”